# Smooth jazz
O smooth jazz (em português, 'jazz suave'), também por vezes referida como new adult contemporary music ('nova música contemporânea para adultos'), é  um gênero que usa alguma improvisação, instrumentos tradicionalmente associados ao jazz e influências estilizadas do R&B e também do funk e do pop. Desde o final da década de 1980 e ao longo da década de 1990, o estilo se tornou sucesso nas rádios.

## Artistas populares
- Spyro Gyra (banda)
- David Sanborn (saxofonista)
- Warren Hill (saxofonista)
- Dave Koz (saxofonista)
- George Benson (guitarrista)
- Joe Sample (pianista)
- Bob James (pianista)
- Nathan East (baixista)
- Fourplay
- Gerald Albright (saxofonista)
- Fratoni Sax (saxofonista)
- Keiko Matsui (pianista),
- Joyce Cooling (guitarrista)
- Mindi Abair (saxofonista)
- Candy Dulfer (saxofonista)
- Sade Adu (vocalista)
- Bradley Joseph (pianista)
- Grover Washington Jr. (saxofonista)
- Paul Jackson Jr. (guitarrista)
- Kenny G (saxofonista)
- Paul Hardcastle
- Jeremy Sherman
- Najee
- Brian Culbertson
- Boney James